# Joan VIII Paleòleg
Joan VIII Paleòleg (nascut el 1390 i mort el 1448) fou emperador romà d'Orient, a Constantinoble, entre el 1425 i el 1448. Va ser conegut pel sobrenom d'Emperador Calojan per la seva bellesa. Tot i que havia signat un acord de pau amb Murad II, aquest només afectava la part central de l'Imperi Romà d'Orient, i mentre li prenia Tessalònica, va anar als estats italians intentant aplegar suport per una croada. Com a regent va confiar en el seu germà Constantí XI. El viatge, però, no va servir per obtenir el que volia.

## El setge de Constantinoble
El 1419 fou nomenat coemperador pel seu pare Manuel II Paleòleg. Després del 1420, la salut del seu pare va començar a empitjorar i Manuel va estar més implicat en les tasques de govern.
El 1422 Murad II va començar un doble atac a l'Imperi Romà d'Orient: el gruix de l'exèrcit otomà va ser enviat a assetjar Constantinoble, mentre el romanent anava a fer el mateix amb la ciutat de Tessalònica. Manuel va confiar la defensa de la capital a Joan i la de Tessalònica al seu altre fill, Andrònic. Aquest va pactar amb els venecians la defensa, decisió que van aprovar Joan i el seu pare.
El 15 de novembre 1423, Joan tement un nou atac a la capital, va marxar cap als estats italians per demanar reforços i va tornar a finals del 1424, sense haver-ne obtingut; mentrestant el seu pare havia signat un tractat de pau amb Murad (22 de febrer del 1424). Poc després del seu retorn, el pare va abdicar, va prendre les vots i es va fer monjo amb el nom de Mateu. Joan va assumir la successió en solitari i el 21 de juliol del 1425 Manuel II va morir.

## Emperador
Immediatament va signar el tractat de pau que el seu pare havia acordat amb Murat II, que fou acceptat pels otomans perquè estaven en guerra amb Hongria, Sèrbia, Valàquia i Venècia, a més d'altres emirs turcs. Durant deu anys, el seu regnat fou pacífic, limitat a la ciutat de Constantinoble, ja que la resta de les seves possessions a la Propòntida i la mar Negra eren governades pels seus germans: Constantí a Mesèmbria i Anchalus, Tomàs una part del Peloponès i Teodor una altra part del Peloponès; quan Teodor va renunciar per fer-se monjo, Joan va donar el seu domini a Constantí i el de Constantí va passar a ser governat per Demetri. Com que el tractat de pau amb el soldà no incloïa els seus germans, alguns d'aquests foren privats dels seus dominis per Murat II i es van refugiar a Constantinoble.
La seva política fou sempre de confiar en Occident i prometre a canvi la unió de les esglésies. Eugeni IV el va convidar a anar a Europa, però les finances imperials no li ho permetien, ja que s'havia de pagar un pesant tribut als otomans; però, més tard, un regal de vuit galeres amb provisions i una quantitat en metàl·lic, feta pel papa, li va permetre acceptar. Va anar a Itàlia amb el seu germà Demetri Paleòleg i l'eclesiàstic Joan Bessarió, i sortí de Constantinoble el novembre del 1437. A Venècia, la primera escala, fou rebut amb tots els honors; llavors, va anar a Ferrara, on igualment fou rebut amb gran pompa i allà es va celebrar un concili (1438), organitzat pel papa Eugeni IV, continuació dels concilis de Pisa, Constança i Basilea, en què no es va arribar a cap acord a causa del fet que el concili afirmava la seva superioritat sobre la del papa i Eugeni no transigia en aquest punt. L'any següent, el concili es va traslladar a Florència i després de llargues negociacions ben portades (pels grecs) per Bessarió i el bisbe Marc d'Efes, es va acordar la unió de les dues esglésies el juliol de 1439. El 1440, l'emperador va retornar a Constantinoble, però de fet sense obtenir cap ajut efectiu. A més, el poble grec no estava d'acord amb la unió i fou el bisbe Marc d'Efes, que s'havia oposat a la unió en les condicions dictades pel papa, fet que va alçar l'oposició, i va limitar l'eficàcia de la unió a una cosa interna del palau.
El papa, per por d'una invasió otomana d'Itàlia més que per defensa de l'Imperi Romà d'Orient, va convèncer el rei Ladislau d'Hongria a trencar la pau que havia signat amb el soldà Murat i envair territori otomà. Però, els hongaresos foren completament derrotats a Varna (1444) i el mateix rei Ladislau i el cardenal Julià van morir en aquesta batalla. Durant aquesta campanya, Constantí Paleòleg havia augmentat els seus dominis al Peloponès i Grècia, i havia consolidat aquestes possessions el 1345. Murat es va dirigir contra Constantí, va assolar Grècia i va assaltar l'Hexamílion (la muralla de l'istme de Corint) i va ocupar Corint i Patres (1346). Finalment, el 1347, davant una nova invasió dels hongaresos, va reconèixer a Constantí la possessió del Peloponès a canvi d'un tribut anual, pau que fou negociada per l'historiador Franza.
El 1448, va morir i li va succeir el seu germà Constantí XI Paleòleg, el darrer emperador.

## Matrimonis i descendència
Es va casar tres vegades: amb Anna de Moscou, amb Sofia de Montferrat i amb Maria Comnena de Trebisonda, però no va tenir fills amb cap de les tres.
El 1414 Anna, filla de Basili I de Moscou, amb només 11 anys es va casar amb Joan VIII de 22 anys, una unió concertada pels pares de tots dos. El 1417 va morir a causa de l'epidèmia de pesta negra que va assolar Constantinoble.
El 1420 el pare de Joan va enviar una ambaixada a Venècia per cercar una altra esposa a Joan i l'escollida va ser Sofia, filla del marquès de Montferrat. El matrimoni fou celebrat el 19 de gener del 1421, el mateix dia que es casava el seu germà Teodor. Aquest matrimoni fou un desastre, Joan es negava a consumar el matrimoni perquè deia que Sofia era massa lletja. Quan va morir el seu sogre, Sofia va fugir en una nau de mercaders genovesos, va tornar a Montferrat i es va fer monja.
El tercer matrimoni fou arranjat pel qui seria cardenal Bessarió, amb Maria de Trebisonda i es va celebrar el 1427. Era filla d'Aleix IV de Trebisonda i de Teodora Cantacuzena. Va morir l'hivern del 1439, també a causa de la pesta negra.

## Representacions en l'art
Per la seva bellesa física fou reclamat per diversos pintors durant la seva estada en els estats italians, els quals el van fer servir de model per pintar altres personatges. Potser el més famós de tots els seus retrats fos el que li va fer Benozzo Gozzoli, que està a la paret sud de la capella dels Mags Medici-Riccardi, a Florència. Segons alguns estudiosos de l'art també Piero della Francesca es va inspirar en ell per pintar La flagel·lació. Un altre retrat de Joan és en un manuscrit del monestir de santa Caterina a la península del Sinaí.